# Václav Vojtěch Novák
Václav Vojtěch Novák (19. října 1901 Semily – 12. září 1969 Jindřichův Hradec) byl český akademický malíř, ilustrátor a typograf.

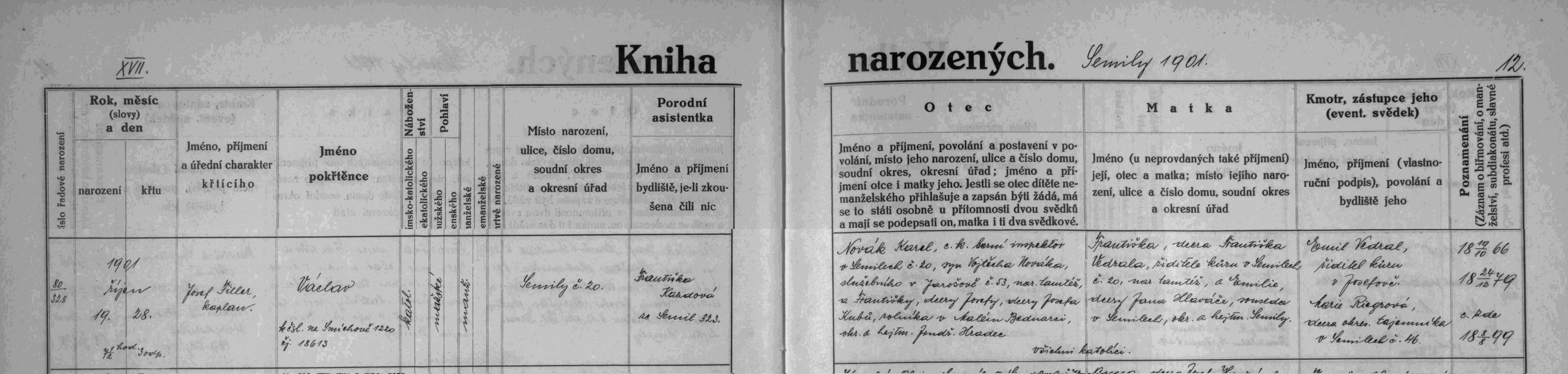
záznam o narození ak.mal. V.V.Nováka (matrika N města Semily, SOA Zámrsk)

## Život
Narodil se v Semilech do rodiny berního inspektora Karla Nováka. V letech 1919-1926 studoval na pražské Malířské akademii u profesorů M. Pirnera, V. Bukovace a V. Nechleby. Poté studoval v Paříži, kde poznal práce moderních francouzských malířů např. Deraina, Matisse a Dufyho. Ve svém díle čerpal V. V. Novák mimo jiné ze svých cest po Anglii, Belgii a Itálii. Rád maloval v okolí pražských Hlubočep a v Šárce. Řada motivů též vzniklo v Krkonoších a Orlických horách. Od konce 30. let 20. stol. maloval zejména jihočeskou krajinu v povodí Nežárky. Maloval většinou krajiny, zátiší, ale také podobizny. Od roku 1927 byl členem Umělecké besedy a členem Skupiny 58.

### Po roce 1945
V roce 1948 podepsal prokomunistickou výzvu Kupředu, zpátky ni krok!, jež byla vydána dne 25. února 1948 pro podporu komunistického převratu. V roce 1949 byl kulturním patronem města Jindřichův Hradec, od března 1950 do října 1952 byl členem předsednictva Ústředního výboru Svazu československých výtvarných umělců, od října 1952 pak členem Výboru Ústředního svazu československých výtvarných umělců.
Na dobové propagační kresbě Antonína Pelce je znázorněn jako stoupenec socialistického realismu. Na kresbě se nachází transparent s nápisem „KU SOC. REALISMU 1953.“, kolem nápisu je 22 umělců (např. Mikoláš Aleš, Bedřich Smetana, Jan Drda, Vítězslav Nezval...) včetně V. V. Nováka. V roce 1964 měl výstavu na Vysoké škole stranické při ÚV KSČ. Báseň Ivana Skály „Obzory V.V. Nováka“ je v příloze publikace Vzpomínky...(1981). V jiné publikaci je uvedeno ocenění „zasloužilý umělec“.

## Zastoupení ve sbírkách
- Národní galerie v Praze
- Moravská galerie v Brně (obrazy on line)
- Galerie hlavního města Prahy (obrazy on line)
- Alšova Jihočeská Galerie v Hluboké nad Vltavou
- Severočeská galerie výtvarného umění v Litoměřicích
- Muzeum umění Olomouc
- Galerie umění Karlovy Vary
- Muzeum Jindřichohradecka (obrazová galerie)